# Katarzyna Niedźwiedzka
Katarzyna Bronisława Niedźwiedzka z domu Woźniak (ur. 5 października 1989 w Warszawie) – polska łyżwiarka szybka, srebrna i brązowa medalistka olimpijska.

## Życiorys
Zawodniczka klubu WTŁ Stegny Warszawa. W 2009 zajęła indywidualnie 3. miejsce w wieloboju na Mistrzostwach Świata Juniorów w Łyżwiarstwie Szybkim, uplasowała się na 5. miejscu w biegu na 1000 m oraz na 1500, była także 4. w biegu na 3000 m. W mistrzostwach Europy w 2010 zajęła 12. miejsce w biegu na 1500 m.
Uczestniczka Zimowych Igrzysk Olimpijskich w Vancouver w 2010. W biegu indywidualnym na 3000 m zajęła 28. (ostatnie) miejsce. 27 lutego 2010 zdobyła brązowy medal w biegu drużynowym kobiet na dystansie 2,4 km (z Katarzyną Bachledą-Curuś i Luizą Złotkowską). W 2012 wywalczyła w drużynie brązowy medal na Mistrzostwach Świata w Łyżwiarstwie Szybkim na Dystansach 2012. Uczestniczyła również w Zimowych Igrzyskach Olimpijskich w Soczi w 2014, zajmując 15. miejsce w biegu na 5000 m. Zdobyła także srebrny medal w biegu drużynowym, startując wyłącznie w biegu finałowym. 26 czerwca 2018 ogłosiła zakończenie kariery zawodniczej.

## Rekordy życiowe
| Dystans     | Czas                                   |
| 500 metrów  | 40,16 (Calgary, 22 marca 2009)         |
| 1000 metrów | 1:17,33 (Calgary, 7 listopada 2015)    |
| 1500 metrów | 1:57,30 (Calgary, 3 grudnia 2017)      |
| 3000 metrów | 4:04,82 (Calgary, 8 listopada 2013)    |
| 5000 metrów | 7:18,02 (Stavanger, 19 listopada 2017) |

## Życie prywatne
W 2019 zawarła związek małżeński z panczenistą Konradem Niedźwiedzkim.

## Odznaczenia i wyróżnienia
Odznaczenia
- Krzyż Oficerski Orderu Odrodzenia Polski (2014)[8]
- Krzyż Kawalerski Orderu Odrodzenia Polski (2010)[9][10]

Wyróżnienia
- Pierwsze miejsce w XI Plebiscycie na Dziesięciu Najlepszych Sportowców Warszawy[11].
- Wielka Honorowa Nagroda Sportowa za 2010 i 2012[12].